# Liste de journaux en Iran
Voici une liste de journaux et magazines iraniens :
- Abrar (Persan)
- Aftab Yazd (Persan)
- Asr-e Azadegan (Persan)
- Baztab (Persan)
- Donyaye eqtesad (Persan)
- Eftekhar (Persan)
- Entekhab (Persan)
- Ettelaat (Anglais/Persan)
- Eqbal (Persan)
- Etemad (Persan)
- Fath (Persan)
- Gilan Emrouz (Persan)
- Hambastegi (Persan)
- Ham-Mihan (Persan)
- Hamshahri (Persan)
- Hamvatan salam (Persan)
- Hayat-e nou (Persan)
- Iran (Persan)
- Iran Daily (Anglais)
- Iran Weekly Press Digest (Anglais)
- Jame-Jam (Persan)
- Javan (Persan)
- Jomhouri (Persan)
- Jomhuriat (Persan)
- Journal de Téhéran (Français)
- Karnameh
- Kayhan (Persan/Anglais)
- Khane Mellat (Persan)
- Khorasan (Persan)
- Khordad (Persan)
- Quds (Persan)
- Resalat (Persan)
- Shargh (Persan)
- Taban (Persan)
- Tehran Times (Anglais)
- Tous (Persan)
- Vaghaye Etefaghyeh (Persan)
- Yas-e-no (Persan)